# Улица Вересаева (Москва)
У́лица Вереса́ева — улица в Москве на территории района Можайский Западного административного округа.
Проходит от Можайского шоссе до лесопарка, в котором течёт река Сетунь, параллельно проезду Загорского, улицам Тюльпанная и Козлова.

## Происхождение названия

Карта города Кунцево 1940 года, на которой обозначена Почтовая ул.

Названа в 1963 году в честь Викентия Викентьевича Вересаева (Смидовича) (1867—1945) — писателя, литературоведа, переводчика. Прежнее название — Почтовая ул. (в бывшем Кунцеве).

## Здания и сооружения

### по нечётной стороне
- № 3 -
- № 5 — автошкола, Главное Управление МЧС России по г. Москве, по ЗАО Упр., Региональный Отдел Госпожнадзора № 2
- № 7 — РОВД «Можайский»
- № 9 -
- № 11 -
- № 13 -
- № 15 — НИИ минералогии, геохимии и кристаллохимии редких элементов
- № 15а -
- № 17 — Фольклорный центр (клуб досуга)

### по чётной стороне
- № 6 — первый элитный дом в Москве, отделение Росбанка № 9783;
- № 8 — ООО Минерва-8 (ремонт обуви, одежды, хозяйственные товары);
- № 10 -
- № 12 — построенный в 1994 году элитный жилой дом, из окна 6-го этажа которого выбросился Игорь Сорин; дом, в котором жил Владимир Пресняков (мл) и его жена Елена Ленская (дизайнер);
- № 14 -
- № 14а -
- № 16 -
- № 18 -

## Транспорт

### Наземный общественный транспорт
По улице общественный транспорт не ходит.
Поблизости, на Можайском шоссе, расположена автобусная остановка «Улица Вересаева», откуда ходят автобусы до ближайших станций метро:
- № 45, 190, 610, 612, 733 (до метро «Кунцевская»)
- № 103, 157, 205, 231, 818, 840 (до метро «Славянский бульвар»)

### Ближайшие станции метро
- Кунцевская
- Славянский бульвар
- Давыдково